# Waimea (Hawaiʻi)
Waimea ist ein census-designated place im Norden der Insel Hawaii im Bundesstaat gleichen Namens. Der Ort ist auch unter dem Namen Kamuela bekannt, um Verwechslungen mit den gleichnamigen Orten auf Oʻahu und Kauaʻi auszuschließen. Waimea ist mit rund 9900 Einwohnern die größte Ansiedlung im Inneren der Insel.

## Lage
Die Ortschaft liegt auf einer Höhe von 825 Metern im Tal des Waikōloa Stream auf einem Sattel zwischen den Kohala Mountains im Nordwesten und dem Mauna Kea im Südosten. Er ist ein bedeutsamer Verkehrsknotenpunkt, da hier die State Routes 19 und 190 aufeinandertreffen. Darüber hinaus befindet sich südlich der Ortschaft der Waimea-Kohala-Airport, der allerdings nur im Regionalverkehr von Bedeutung ist.

## Geschichte
Das regenreiche, für die Landwirtschaft geeignete Gebiet war vor der Ankunft der Europäer von einigen Tausend Subsistenzwirtschaft betreibenden Hawaiiern besiedelt, ein wichtiges Produkt war Kapa, welche aus den hiesigen Vorkommen an Wauke (Papiermaulbeerbaum) und ʻUlu (Brotfruchtbaum) erzeugt wurden. Mit dem Eintreffen der Europäer begann die Abholzung der Bestände an Sandelholz, das Gebiet um Waimea wurde fortan hauptsächlich für die heute noch überregional bedeutsame Zucht von Rindern genutzt.
Die ersten Rinder wurden König Kamehameha I. 1793 vom britischen Kapitän George Vancouver als Geschenk übergeben, der seit 1809 auf der Insel ansässige John Palmer Parker wurde vom König damit beauftragt, die mittlerweile verwilderten Rinderbestände zu zähmen. Dessen 1815 erfolgte Heirat mit Kipikane, der Tochter eines lokalen Stammesführers, legte die Grundlage für die Parker Ranch, dem auch heute noch bedeutsamsten Wirtschaftsunternehmen des Ortes. Mit dem Aufblühen der Rinderzucht ging ein bedeutsamer demographischer Wandel einher, da zur Beaufsichtigung der Herden lateinamerikanische Siedler als Vaqueros angesiedelt wurden.
Bedingt durch die Rinderzucht hat sich in Waimea eine für Hawaii eher untypische, dem Westen der Vereinigten Staaten entsprechende Kultur herausgebildet; so findet hier jährlich am 4. Juli das bedeutsamste Rodeo des gesamten Bundesstaates statt.
Während des Zweiten Weltkrieges entstand am Rand des Ortes ein militärisches Camp, dessen Flugplatz den heutigen Flughafen bildet; weitere Gebäude, wie das Kahilu Theatre, entstanden ebenfalls in diesem Rahmen. Im Verlauf dieser Jahre wurde die landwirtschaftliche Produktion intensiviert und ausgeweitet; der Anbau von Mais, Kohl, Rüben und anderem Gemüse stieg um etwa 500 % an.
Die Diversifizierung der ökonomischen Grundlagen des Ortes begann mit der Ansiedlung der Hauptquartiere des Keck-Observatorium und des Canada-France-Hawaii Telescope in den letzten drei Dekaden des 20. Jahrhunderts.

## Demographie
Der US Census 2020 ergab 9904 Einwohner, die sich zusammensetzten aus: 32,4 % gemischtrassig, 26,5 % Asiaten, 24,3 % Weiße, 16,6 % Hawaiianer oder andere Pazifikbewohner sowie 5 % Hispanics. Das mittlere jährliche Haushaltseinkommen betrug 91.074 US-Dollar.

## Klima
|                        | Jan  | Feb  | Mär  | Apr  | Mai  | Jun  | Jul  | Aug  | Sep  | Okt  | Nov  | Dez  |   |      |
| Mittl. Temperatur (°C) | 18,3 | 18,2 | 18,6 | 19,2 | 20,1 | 20,7 | 21,3 | 21,6 | 21,4 | 21   | 20   | 18,9 | ⌀ | 20   |
| Mittl. Tagesmax. (°C)  | 22   | 22   | 22,2 | 22,9 | 23,9 | 24,7 | 25,3 | 25,7 | 25,3 | 24,9 | 23,8 | 22,6 | ⌀ | 23,8 |
| Mittl. Tagesmin. (°C)  | 15,5 | 15,2 | 15,7 | 16,1 | 16,8 | 17,1 | 17,7 | 18,2 | 18,1 | 17,8 | 17   | 16,1 | ⌀ | 16,8 |
|                        |      |      |      |      |      |      |      |      |      |      |      |      |   |      |
| Niederschlag (mm)      | 110  | 115  | 164  | 208  | 233  | 264  | 263  | 275  | 237  | 187  | 159  | 137  | Σ | 2352 |
|                        |      |      |      |      |      |      |      |      |      |      |      |      |   |      |
| Sonnenstunden (h/d)    | 6,4  | 6,5  | 6,7  | 6,8  | 6,7  | 7,1  | 7,8  | 7,4  | 7,1  | 6,9  | 6,9  | 6,6  | ⌀ | 6,9  |
|                        |      |      |      |      |      |      |      |      |      |      |      |      |   |      |
| Regentage (d)          | 15   | 15   | 18   | 19   | 20   | 21   | 21   | 21   | 21   | 19   | 16   | 15   | Σ | 221  |
|                        |      |      |      |      |      |      |      |      |      |      |      |      |   |      |
| Luftfeuchtigkeit (%)   | 80   | 80   | 80   | 79   | 79   | 78   | 78   | 78   | 79   | 80   | 80   | 81   | ⌀ | 79,3 |

| 15,5 |

| 15,2 |

| 15,7 |

| 16,1 |

| 16,8 |

| 17,1 |

| 17,7 |

| 18,2 |

| 18,1 |

| 17,8 |

| 17 |

| 16,1 |

| 15,5 |

| 15,2 |

| 15,7 |

| 16,1 |

| 16,8 |

| 17,1 |

| 17,7 |

| 18,2 |

| 18,1 |

| 17,8 |

| 17 |

| 16,1 |

## Söhne und Töchter der Stadt
- S. Neil Fujita (1921–2010), Grafikdesigner